# 海馬島 (猿拂村)
海馬島（日语：／ Todojima */?），是位於日本北海道宗谷綜合振興局宗谷郡猿拂村的島嶼，距離猿拂村東北面約2公里。它是無人島，但島上設置了海上保安廳第一管區海上保安本部用作導航的探射燈。